# Itchingfield
Itchingfield – wieś w Anglii, w hrabstwie West Sussex, w dystrykcie Horsham. Leży 37 km na północny wschód od miasta Chichester i 55 km na południe od Londynu. W 2001 miejscowość liczyła 1477 mieszkańców.

## Gallery

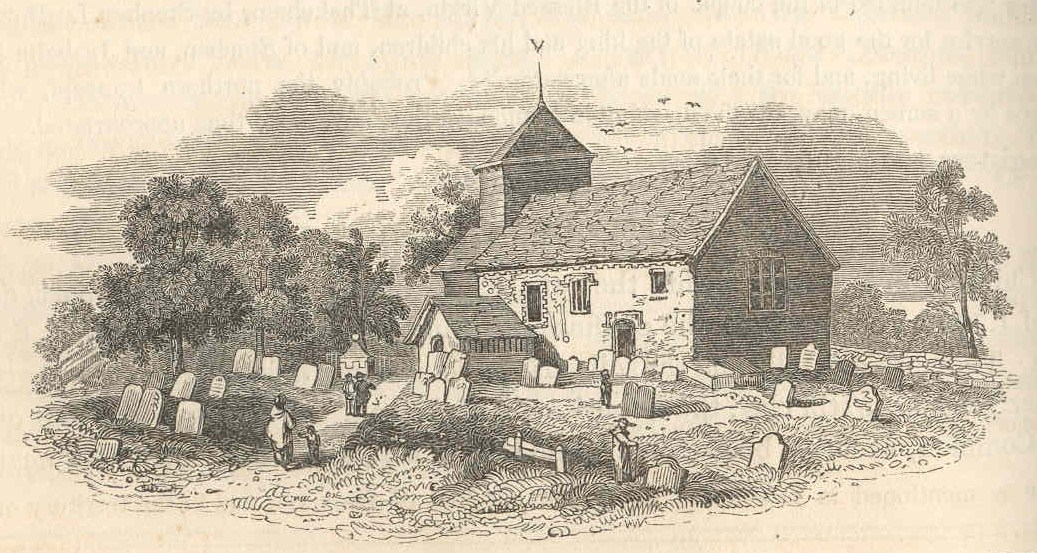
St. Nicolas c. 1830
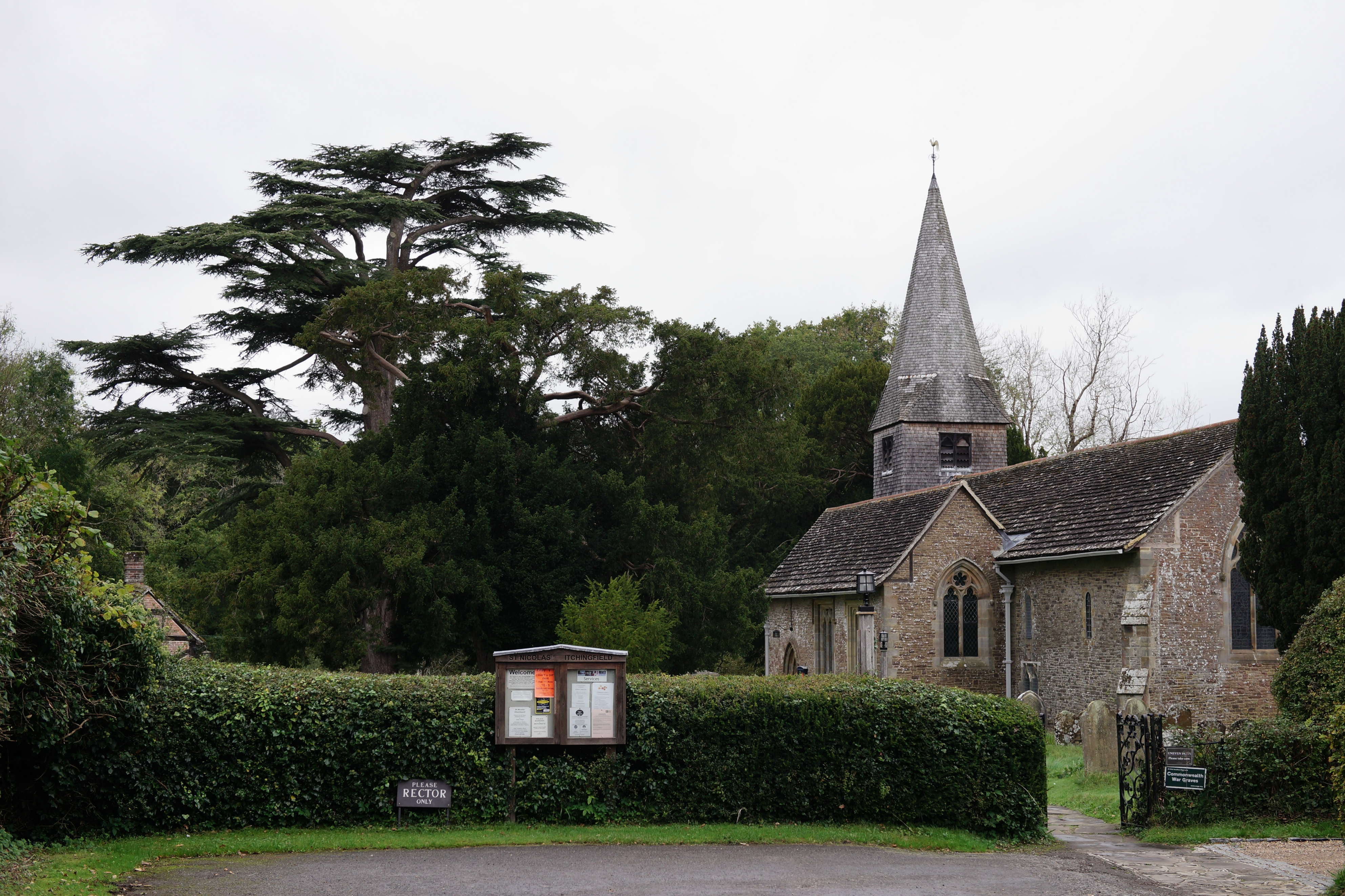
St. Nicolas 2017
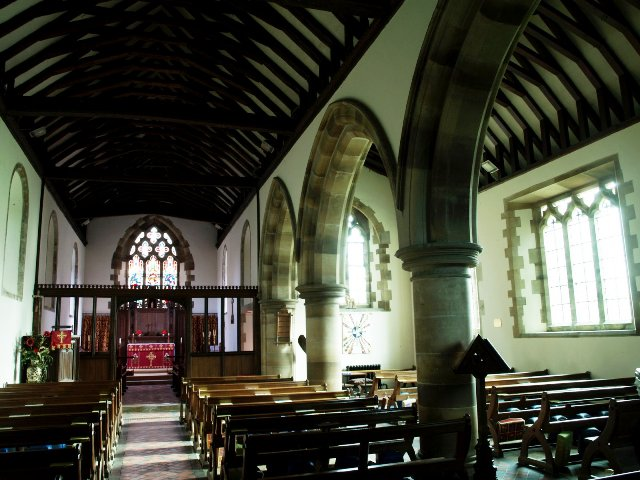
St. Nicolas Interior
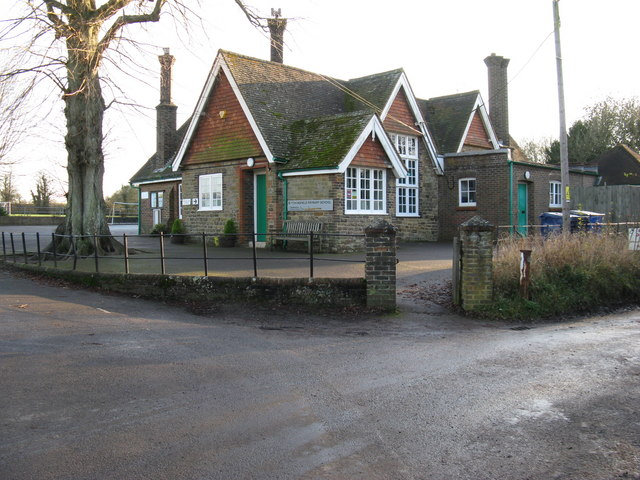
Itchingfield School